# گوستاو ساندراس
گوستاو ساندراس (به انگلیسی: Gustave Sandras) ژیمناست زادهٔ ۲۴ فوریهٔ ۱۸۷۲ میلادی اهل کشور فرانسه است.